# Proarticulata
Proarticulata là một ngành được đề xuất gồm các loài động vật đã tuyệt chủng, gần như đối xứng hai bên được biết đến từ các hóa thạch được tìm thấy ở trầm tích biển Ediacara (Vendian), và có niên đại khoảng 567  -  550 triệu năm về trước. Danh pháp này xuất phát từ tiếng Hy Lạp προ ( pro- ) = "trước" và Articulata, nghĩa là trước các động vật có sự phân đốt thực sự như Giun đốt và Động vật Chân khớp. Ngành này được Mikhail A. Fedonkin đề xuất vào năm 1985 cho các loài động vật như Dickinsonia, Vendia, Cephalonega, Praecambridium và hiện nay nhiều loài Proarticulata khác đã được mô tả (xem danh sách).
Do hình thái đơn giản, mối quan hệ và phương thức sống của chúng là chủ đề còn nhiều tranh cãi. Chúng gần như được công nhận là động vật đa bào, và do có trục trung tâm rõ ràng nên chúng đề xuất là động vật đối xứng hai bên . Theo cách giải thích truyền thống, cơ thể Proarticulata được chia thành các khớp nối ngang (phân chia) thành các đồng phân (isomer) khác biệt với các đoạn khớp nối ngang ở giun đốt và động vật chân đốt, vì các đồng phân riêng lẻ của chúng chỉ chiếm một nửa chiều rộng cơ thể của chúng và được sắp xếp theo mô hình xen kẽ theo trục dọc cơ thể của chúng. Nói cách khác, một bên không phải là hình ảnh phản chiếu trực tiếp của bên kia ( tính đối xứng ). Các đồng phân đối diện của bên trái và bên phải nằm ở vị trí dịch chuyển một nửa chiều rộng của chúng. Hiện tượng này được mô tả là sự đối xứng của sự phản chiếu lướt trong hình học (glide reflection). Một số nghiên cứu gần đây cho thấy rằng một số loài Proarticulata như Dickinsonia có các phân đoạn thực sự, các đồng phân thuộc về bề mặt và do sự biến dạng mồ học (taphonom). Tuy nhiên, các nhà nghiên cứu khác lại tranh cãi về điều này. Sự thay thế của trục trái - phải, được biết đến ở các loài động vật đối xứng hai bên, đặc biệt là lưỡng tiêm.

## Hình thái học

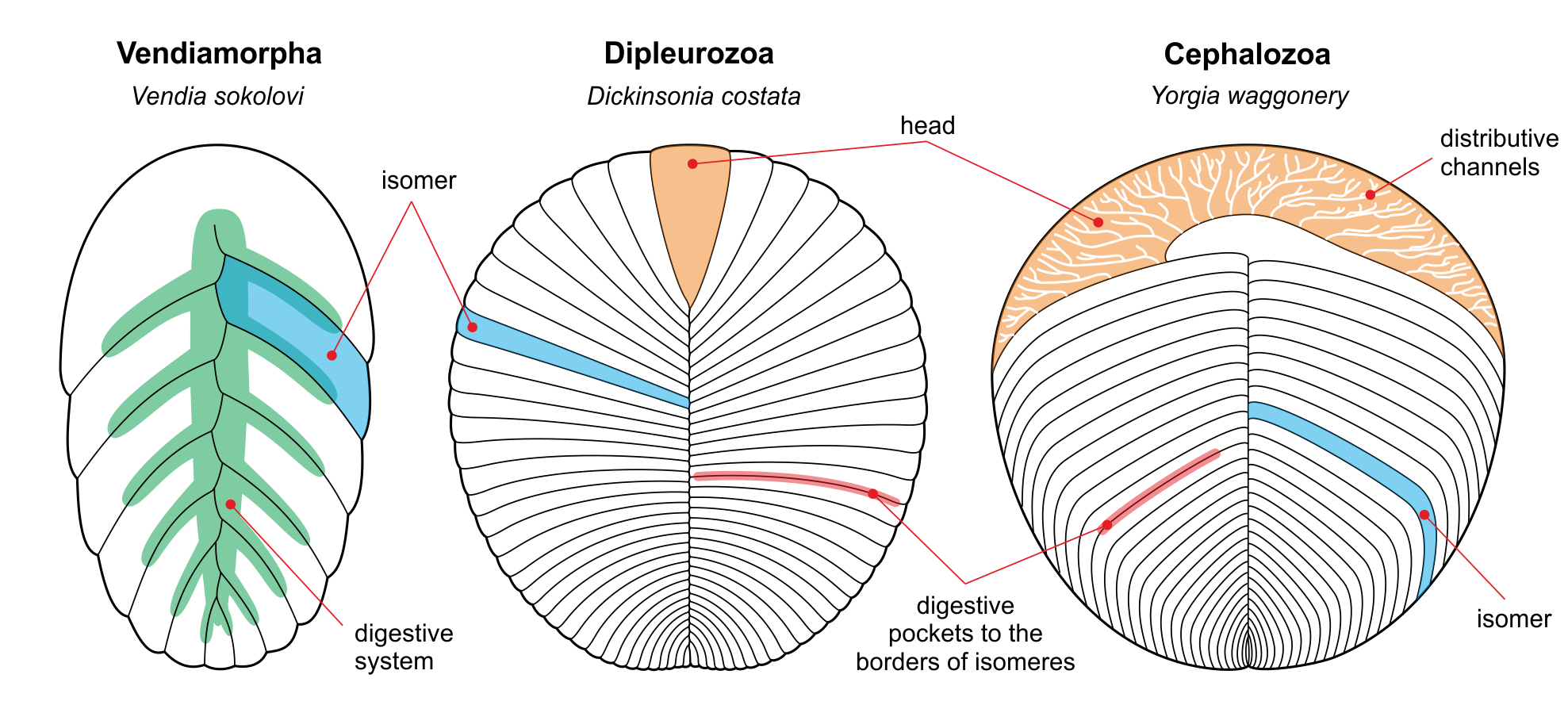
một số ví dụ các lớp thuộc ngành Proarticulata, bao gồm Vendia sokolovi, Dickinsonia costata và Yorgia waggoneri.

## Danh sách các loài

### Hóa thạch cơ thể
- Armillifera Fedonkin, 1980[13]

A. parva Fedonkin, 1980
- Andiva Fedonkin, 2002[14]

A. ivantsovi Fedonkin, 2002
- Archaeaspinus Ivantsov, 2007[6] (=Archaeaspis Ivantsov, 2001)[15]

A. fedonkini Ivantsov, 2001
- Cephalonega Ivantsov et al., 2019[16]

C. stepanovi (Fedonkin, 1976)
- Chondroplon Wade, 1971 (possible =Dickinsonia)

C. bilobatum Wade, 1971
- Cyanorus Ivantsov, 2004[18]

C. singularis Ivantsov, 2004
- Dickinsonia Sprigg, 1947

D. costata Sprigg, 1947
D. menneri Keller 1976 (=Vendomia menneri Keller 1976)
D. tenuis Glaessner & Wade, 1966
- Ivovicia Ivantsov, 2007[15]

I. rugulosa Ivantsov, 2007
- Karakhtia Ivantsov, 2004

K. nessovi Ivantsov, 2004
- Lossinia Ivantsov, 2007[15]

L. lissetskii Ivantsov, 2007
- Marywadea Glaessner, 1976

M. ovata Glaessner & Wade, 1966
- Ovatoscutum Glaessner & Wade, 1966

O. concentricum Glaessner & Wade, 1966
- Paravendia Ivantsov, 2004[6][18]

P. janae Ivantsov, 2001 (=Vendia janae Ivantsov, 2001)
- Podolimirus Fedonkin, 1983 (=Valdainia Fedonkin, 1983)[19]

P. mirus Fedonkin, 1983 (Valdainia plumosa Fedonkin, 1983)
- Praecambridium Glaessner & Wade, 1966

P. siggilum Glaessner & Wade, 1966
- Spriggina Glaessner, 1958

S. floundersi Glaessner, 1958
- Tamga Ivantsov, 2007[15]

T. hamulifera Ivantsov, 2007
- Vendia Keller, 1969[6][18]

V. sokolovi Keller, 1969
V. rachiata Ivantsov, 2004
- ? Windermeria Narbonne, 1994

W. aitkeni Narbonne, 1994
- Yorgia Ivantsov, 1999[7]

Y. waggoneri Ivantsov, 1999

### Dấu vết hóa thạch
- Epibaion Ivantsov, 2002[21][22]

E. axiferus Ivantsov, 2002.
E. waggoneris Ivantsov, 2011. This  is  a  trace  of  Yorgia  waggoneri
E. costatus Ivantsov, 2011.  This is a trace of Dickinsonia costata
- Phyllozoon Jenkins & Gehling, 1978

P. hanseni Jenkins & Gehling, 1978